# Кашлагач
Кашлага́ч — річка у Волноваському та Покровському районах Донецької області, права притока Мокрих Ялів (басейн Дніпра).
Назва — від двох татарських слів «кашле» — зимове поселення і «агач» — ліс. У перекладі — «Річка біля зимівника, розташованого в лісі».
Довжина 64 км. Площа водозбірного басейну 294 км². Бере початок на Приазовській височині, на південь від смт Графського. Долина трапецієподібна, завширшки 2,5 км, глибина до 40 м. Ширина річища до 10 м. Похил 1,7 м/км.
Живлення снігове і дощове. Влітку Кашлагач часто пересихає, утворюючи окремі плеса. Замерзає у грудні, скресає у березні. Воду частково використовують для зрошення. Серед водоохоронних заходів — залісення і залуження берегів.